# Caligus dactylopteni
Caligus dactylopteni is een eenoogkreeftjessoort uit de familie van de Caligidae. De wetenschappelijke naam van de soort is voor het eerst geldig gepubliceerd in 1981 door Uma Devi & Shyamasundari.